# Mitsuhisa Taguchi
Pour les articles homonymes, voir Taguchi.
Mitsuhisa Taguchi (田口 光久, Taguchi Mitsuhisa) est un footballeur japonais né le 14 février 1955 à Akita dans la préfecture d'Akita au Japon et mort le 12 novembre 2019 à Tokyo[réf. nécessaire].